# USS Roncador (SS-301)
Za druga plovila z istim imenom glejte USS Roncador.
USS Roncador (SS-301) je bila jurišna podmornica razreda balao v sestavi Vojne mornarice Združenih držav Amerike.